# Klan Grant
Grant (gael. Grannd) -  szkockie nazwisko i nazwa klanu góralskiego, pochodzącego z północnej Szkocji. Pierwsze wzmianki o tym klanie pochodzą z 1316 roku. Według tradycji Grantowie wywodzą się od króla Alpina, ojca Kennetha MacAlpina i należą wraz z klanami Macgregorów, Macnabów, Mackinnonów, MacQuarich, Macaulajów  do dawnego wielkiego klanu MacAlpin.

## Literatura
Thomas Innes of Learney: The Tartans of The Clans and Families of Scotlan, W. & A.K. Johnston Limited, Edinburgh & London, 1938.